# Hadi Shehu
Hadi Shehu (ur. 15 lutego 1949 w Gjakovej (Djakowicy), zm. 12 marca 2017 tamże) – kosowski aktor, uważany za jednego z najwybitniejszych w albańskiej i kosowskiej kinematografii; przez całą swoją karierę odegrał ponad 170 ról.

## Życiorys
Hadi Shehu ukończył naukę podstawową i średnią w swoim rodzinnym mieście. W 1969 roku został zatrudniony w gjakovskim Ośrodku Kultury. Rozpoczął studia aktorskie w 1972 roku i ukończył je w 1976 na Uniwersytecie w Prisztinie (jego nauczycielem był Faruk Begolli), w międzyczasie odbywając służbę wojskową. W 1976 rozpoczął karierę aktorską w teatrze w Gjakovej.
W latach 1981–1996 pełnił funkcję dyrektora teatru w Gjakovej, jednak z powodu rozpoczętej w lutym 1996 roku wojny w Kosowie oraz anty-albańskich działań jugosłowiańskiego reżimu został pozbawiony tej funkcji. Jednak Shehu wrócił do tej funkcji, którą ponownie pełnił w latach 1999-2006.
W roku 2015 zakończył aktorstwo teatralne.

## Filmografia
Poniżej znajduje się część filmografii Hadiego Shehu.

### Role teatralne
| Rok  | Tytuł                          | Rola             |
| ---- | ------------------------------ | ---------------- |
|      | Fisheku në pajë                | Gjeloshi         |
|      | Pjata e drunjtë                | Lon Denisoni     |
|      | Dragoi i Dragobisë             | Bajram Curri     |
|      | Pirrua                         | Pirrua           |
|      | Armiku i popullit              | Dr. Stokmani     |
|      | Monserati                      | Monserati        |
|      | Halili e Hajria                | Halili           |
|      | Unë Halil Garria               | Halil Garria     |
|      | Pylli                          | tragik           |
|      | Babai                          | Adolfi           |
|      | Agu                            | Zari             |
|      | Njeriu me top                  | Mato Gruda       |
|      | Tartufi                        | Tartufi          |
|      | Dasma e trojeve tona           | Plaku            |
|      | Antygona                       | Kreon            |
|      | Njeriu me Shkop të Verrdhë     | Monedha e Gentit |
|      | Një varr për majorin e mbretit | narrator         |
| 1972 | Izdanci iz opaljenog grma      |                  |
| 1978 | Epoka para gjyqit              | Sulejman Vokshi  |
| 1979 | Kur pranvera vonohet           |                  |
| 1980 | Kur pranvera vonohet           | dowódca          |
| 1980 | Gjurmët e bardha               |                  |
| 1983 | Nabujala reka                  |                  |
| 1990 | Migjeni                        |                  |
| 1995 | Era e mollës                   |                  |
| 2001 | Kur shpirti ndërron jetë       |                  |
| 2002 | Netet e Zullumadhit            | ojciec           |
| 2015 | Pjata e drunjtë                | Lon Denison      |

### Filmy
| Rok  | Tytuł                    | Rola |
| ---- | ------------------------ | ---- |
| 1972 | Si të vdiset             |      |
| 1979 | Kur pranvera vonohet     |      |
| 1979 | Era dhe Lisi             |      |
| 1980 | Gjurmë të bardha         |      |
| 1983 | Përroi vërshues          |      |
| 1986 | Pikniku                  |      |
| 1995 | Era e mollës             |      |
| 2001 | Kur shpirti ndërron jetë |      |
| 2011 | Azem Galica              |      |